# Droit des successions en Côte d'Ivoire
Pour un article plus général, voir Droit des successions.
Le droit des successions en Côte d'Ivoire est l'ensemble des règles qui régissent la transmission des biens d'une personne décédée à l'ensemble de ses héritiers. Il s'agit ainsi de la transmission de l'ensemble du patrimoine du défunt.
En Côte d'Ivoire les successions sont régies par la loi n°2019-573 du 26 juin 2019, relative aux successions. Elle réglemente notamment, les conditions d'ouverture de la succession, la procédure à suivre pour entrer en possession de son héritage et le partage des biens.
En l'absence de testament, la succession est réglée par la loi. Il en résulte que les dernières volontés éventuellement laissées par le De Cujus, à un parent ou un proche ne seront point prises en compte dans le partage des biens. Il s'agit, dans ce cas, de succession ab intestat.
La loi relative aux successions en son article 1 dispose clairement que : "les successions s'ouvrent après la mort". De même, les conditions d'accession aux biens du défunt sont clairement définies.
Deux conditions majeures ressortent des textes en vigueur. D'une part, l'existence (conception et viabilité) du successeur au moment de l'ouverture de la succession et, d'autre part, la dignité.
En principe, l'héritage est déféré aux enfants et descendants du défunt. Toutefois, dans l'hypothèse où celui-ci n'aurait aucune descendance, l'ensemble de ses biens sera transmis aux autres membres de sa famille, en l'occurrence, ses ascendants, ses parents collatéraux et son conjoint survivants. L'ordre de succession dans ce dernier cas est régie par les articles 8 à 15 de la loi d'octobre 1964 actuellement en vigueur. 
Il convient de souligner, notamment en Afrique et, en particulier, dans la société ivoirienne, que la succession est déférée sans distinction de sexe ni de procédures (article 22). Ainsi, que les héritiers soient issus de différents mariages, qu'ils soient des enfants naturels simples ou même adultérins, de sexe féminin ou masculin, ils ont le droit d'hériter aux mêmes titres les uns que les autres.